# Vuelta al Ecuador
Die Vuelta al Ecuador (auch Vuelta ciclística al Ecuador und Vuelta ciclísta a la República del Ecuador; dt. Ecuador-Rundfahrt) ist ein ecuadorianisches Straßenradrennen.
Das Etappenrennen wurde erstmals 1966 ausgetragen und zählt seit der Austragung 2007 in der Kategorie 2.2 zur UCI America Tour. Damit ist es das einzige internationale Radrennen des Landes. Rekordsieger ist der Ecuadorianer Pedro Álvaro Rodríguez, der das Rennen insgesamt fünf Mal für sich entscheiden konnte.

## Siegerliste
- 2022  Robinson Chalapud
- 2021  Wilson Haro
- 2020  Santiago Montenegro
- 2015–2019 kein Ergebnis/keine Austragung
- 2014  Juan Carlos Pozo
- 2013  Freddy Montaña
- 2012  Byron Guamá (4)
- 2011 kein Ergebnis/keine Austragung
- 2010  Byron Guamá (3)
- 2009  Luis Fernando Camargo
- 2008  Byron Guamá (2)
- 2007  Alex Atapuma
- 2006  Samuel Cabrera
- 2005  Héctor Chiles (4)
- 2004  Byron Guamá
- 2003  Franco Rodríguez
- 2002  Héctor Chiles (3)
- 2001  Héctor Chiles (2)
- 2000  Julio Ernesto Bernal
- 1998–1999 keine Ergebnisse/Austragung
- 1997  Héctor Chiles
- 1996 kein Ergebnis/keine Austragung
- 1995  Pedro Álvaro Rodríguez (5)
- 1994 kein Ergebnis/keine Austragung
- 1993  Pedro Álvaro Rodríguez (4)
- 1992  Juan Carlos Rosero (3)
- 1991  Pedro Álvaro Rodríguez (3)
- 1990  Pedro Álvaro Rodríguez (2)
- 1989  Juan Carlos Rosero (2)
- 1988  Pedro Álvaro Rodríguez
- 1987  Pablo Caicedo
- 1986  Juan Carlos Rosero
- 1983–1985 keine Ergebnisse/Austragung
- 1982  Jorge Amable Vásquez
- 1973–1981 keine Ergebnisse/Austragung
- 1972  Jaime Pozo
- 1971  Jaime Pozo
- 1968–1970 keine Austragung
- 1967  Jaime Pozo
- 1966  Hipólito Pozo